# Nous (album de Daniel Bélanger)
Pour les articles homonymes, voir Nous.
Albums de Daniel Bélanger
Joli chaos
(2008) 4 Albums dans le désordre
(2011)
Nous est le huitième album de l'auteur-compositeur-interprète québécois Daniel Bélanger paru le 10 novembre 2009.

## Titres
| No  | Titre                        | Durée |
| --- | ---------------------------- | ----- |
| 1.  | Reste                        | 6:20  |
| 2.  | Facile                       | 3:45  |
| 3.  | Qui Ne Suis-Je?              | 3:28  |
| 4.  | Si l'Amour Te Ressemblait    | 6:29  |
| 5.  | Jamais Loin                  | 3:18  |
| 6.  | Le Toit Du Monde             | 5:24  |
| 7.  | Céleste                      | 3:19  |
| 8.  | Impossible                   | 2:40  |
| 9.  | J'aime Ton Soleil            | 2:46  |
| 10. | L'Équivalence Des Contraires | 5:46  |
| 11. | Roule                        | 4:34  |
| 12. | Mieux Vaut Voler             | 8:00  |
| 13. | Tu Peux Partir               | 4:07  |